# Laureados com o Nobel por país
Esta é uma lista de laureados com o Nobel ordenado por país.

## Organismos internacionais
1. Nihon Hidankyo, Paz, 2024
2. Centro de Liberdades Civis, Paz, 2022
3. Memorial, Paz, 2022
4. Programa Alimentar Mundial, Paz, 2020
5. Campanha Internacional para a Abolição de Armas Nucleares, Paz, 2017
6. Organização para a Proibição de Armas Químicas, Paz, 2013
7. União Europeia, Paz, 2012
8. Painel Intergovernamental sobre Mudanças Climáticas (IPCC), Paz, 2007
9. Agência Internacional de Energia Atómica, Paz, 2005
10. Organização das Nações Unidas (ONU), Paz, 2001
11. Médicos sem Fronteiras, Paz, 1999
12. Campanha Internacional para a Eliminação de Minas, Paz, 1997
13. Conferências Pugwash sobre Ciência e Negócios Mundiais, Paz, 1995
14. Forças de manutenção da paz das Nações Unidas (Capacetes Azuis), Paz, 1988
15. Médicos Internacionais para a Prevenção da Guerra Nuclear, Paz, 1985
16. Alto Comissariado das Nações Unidas para os Refugiados, Paz, 1954/1981 (duas vezes)
17. Amnistia Internacional, Paz, 1977
18. Organização Internacional do Trabalho (OIT), Paz, 1969
19. Fundo das Nações Unidas para a Infância (UNICEF), Paz, 1965
20. Comité Internacional da Cruz Vermelha, Paz, 1917/1944/1963 (três vezes)
21. Liga das Sociedades da Cruz Vermelha, Paz, 1963
22. American Friends Service Committee, Paz, 1947
23. Sociedade Religiosa dos Amigos (Quakers), Paz, 1947
24. Comitê Internacional Nansen para os Refugiados, Paz, 1938
25. Gabinete Internacional Permanente para a Paz, Paz, 1910
26. Instituto de Direito Internacional, Paz, 1904

## África do Sul
1. Michael Levitt*, Química, 2013
2. J. M. Coetzee, Literatura, 2003
3. Sydney Brenner*, Fisiologia ou Medicina, 2002
4. F.W. de Klerk, Paz, 1993
5. Nelson Mandela, Paz, 1993
6. Nadine Gordimer, Literatura, 1991
7. Desmond Tutu, Paz, 1984
8. Allan M. Cormack*, Fisiologia ou Medicina, 1979
9. Albert Lutuli, Paz, 1960
10. Max Theiler, Fisiologia ou Medicina, 1951

## Albânia
1. Ferid Murad, Fisiologia ou Medicina, 1998. nasc. Whiting, EUA
2. Madre Teresa de Calcutá, Paz, 1979. nasc. Uskub, Império Otomano, hoje Skopje, Macedónia do Norte

## Alemanha
1. Ferenc Krausz, nasc. Hungria, Física, 2023
2. Benjamin List, Química, 2021
3. Klaus Hasselmann, Física, 2021
4. Reinhard Genzel, Física, 2020
5. John Bannister Goodenough*, Química, 2019
6. Joachim Frank, Química, 2017
7. Rainer Weiss*, Física, 2017
8. Stefan Hell, nasc. Roménia, Química, 2014
9. Thomas C. Südhof, Fisiologia ou Medicina, 2013
10. Herta Müller, nasc. Roménia, Literatura, 2009
11. Harald zur Hausen, Fisiologia ou Medicina, 2008
12. Gerhard Ertl, Química, 2007
13. Peter Grünberg, nasc. no então Protetorado da Boémia e Morávia, hoje na República Checa, Física, 2007
14. Theodor W. Hänsch, Física, 2005
15. Robert Aumann*, Ciências Económicas, 2005
16. Wolfgang Ketterle, Física, 2001
17. Herbert Kroemer, Física, 2000
18. Günter Blobel*, Fisiologia ou Medicina, 1999
19. Günter Grass, nasc. na então Cidade Livre de Danzig, hoje Polónia, Literatura, 1999
20. Horst L. Störmer, Física, 1998
21. Paul J. Crutzen, Chemistry, 1995
22. Christiane Nüsslein-Volhard, Fisiologia ou Medicina, 1995
23. Reinhard Selten, Ciências Económicas, 1994
24. Bert Sakmann, Fisiologia ou Medicina, 1991
25. Erwin Neher, Fisiologia ou Medicina, 1991
26. Hans G. Dehmelt*, Física, 1989
27. Wolfgang Paul, Física, 1989
28. Johann Deisenhofer, Química, 1988
29. Robert Huber, Química, 1988
30. Hartmut Michel, Química, 1988
31. Jack Steinberger*, Física, 1988
32. J. Georg Bednorz, Física, 1987
33. Ernst Ruska, Física, 1986
34. Gerd Binnig, Física, 1986
35. Klaus von Klitzing, Física, 1985
36. Georges J.F. Köhler*, Fisiologia ou Medicina, 1984
37. Georg Wittig, Química, 1979
38. Arno Penzias*, Física, 1978
39. Henry Kissinger*, Paz, 1973
40. Ernst Otto Fischer, Química, 1973
41. Karl Ritter von Frisch, nasc. na então Áustria-Hungria, hoje Áustria, Fisiologia ou Medicina, 1973
42. Heinrich Böll, Literatura, 1972
43. Gerhard Herzberg*, Química, 1971
44. Willy Brandt, Paz, 1971
45. Bernard Katz*, Fisiologia ou Medicina, 1970
46. Max Delbrück*, Fisiologia ou Medicina, 1969
47. Manfred Eigen, Química, 1967
48. Hans Albrecht Bethe*, Física, 1967
49. Nelly Sachs*, Literatura, 1966
50. Feodor Felix Konrad Lynen, Fisiologia ou Medicina, 1964
51. Konrad Bloch*, Fisiologia ou Medicina, 1964
52. Karl Ziegler, Química, 1963
53. Maria Goeppert-Mayer*, Física, 1963
54. J. Hans D. Jensen, Física, 1963
55. Rudolf Mössbauer, Física, 1961
56. Werner Forßmann, Fisiologia ou Medicina, 1956
57. Polykarp Kusch*, Physics, 1955
58. Max Born*, Física, 1954
59. Walther Bothe, Física, 1954
60. Hermann Staudinger, Química, 1953
61. Fritz Albert Lipmann*, Fisiologia ou Medicina, 1953
62. Hans Adolf Krebs*, Fisiologia ou Medicina, 1953
63. Albert Schweitzer*, Paz, 1952
64. Otto Diels, Química, 1950
65. Kurt Alder, Química, 1950
66. Herman Hesse*, Literatura, 1946
67. Ernst Boris Chain*, Fisiologia ou Medicina, 1945
68. Otto Hahn, Química, 1944
69. Otto Stern*, Física, 1943
70. Adolf Butenandt, Química, 1939
71. Gerhard Domagk, Fisiologia ou Medicina, 1939
72. Richard Kuhn, nasc. Áustria, Química, 1938
73. Otto Loewi*, Fisiologia ou Medicina, 1936
74. Carl von Ossietzky, Paz, 1935
75. Hans Spemann, Fisiologia ou Medicina, 1935
76. Werner Karl Heisenberg, Física, 1932
77. Otto Heinrich Warburg, Fisiologia ou Medicina, 1931
78. Carl Bosch, Química, 1931
79. Friedrich Bergius, Química, 1931
80. Hans Fischer, Química, 1930
81. Thomas Mann, Literatura, 1929
82. Hans von Euler-Chelpin*, Química, 1929
83. Adolf Otto Reinhold Windaus, Química, 1928
84. Ludwig Quidde, Paz, 1927
85. Heinrich Otto Wieland, Química, 1927
86. Gustav Stresemann, Paz, 1926
87. James Franck, Física, 1925
88. Gustav Ludwig Hertz, Física, 1925
89. Otto Fritz Meyerhof, Fisiologia ou Medicina, 1922
90. Albert Einstein, Física, 1921
91. Walther Nernst, Química, 1920
92. Johannes Stark, Física, 1919
93. Fritz Haber, Química, 1918
94. Max Karl Ernst Ludwig Planck, Física, 1918
95. Richard Willstätter, Química, 1915
96. Max von Laue, Física, 1914
97. Gerhart Hauptmann, nasc. na então Prússia, hoje Polónia, Literatura, 1912
98. Wilhelm Wien, Física, 1911
99. Otto Wallach, Química, 1910
100. Albrecht Kossel, Fisiologia ou Medicina, 1910
101. Paul Johann Ludwig Heyse, Literatura, 1910
102. Karl Ferdinand Braun, Física, 1909
103. Wilhelm Ostwald, nasc. na então Rússia, hoje Letónia, Química, 1909
104. Rudolf Christoph Eucken, Literatura, 1908
105. Paul Ehrlich, Fisiologia ou Medicina, 1908
106. Eduard Buchner, Química, 1907
107. Albert Abraham Michelson*, nasc. na então Prússia, hoje Polónia, Física, 1907
108. Robert Koch, Fisiologia ou Medicina, 1905
109. Philipp Lenard, nasc. no então Império Austríaco, hoje Eslováquia, Física, 1905
110. Adolf von Baeyer, Química, 1905
111. Hermann Emil Fischer, Química, 1902
112. Theodor Mommsen, nasc. na então Dinamarca, Literatura, 1902
113. Emil Adolf von Behring, Fisiologia ou Medicina, 1901
114. Wilhelm Conrad Röntgen, Física, 1901

## Argentina
1. César Milstein, Fisiologia ou Medicina, 1984
2. Adolfo Pérez Esquivel, Paz, 1980
3. Luis Federico Leloir, nasc. França, Química, 1970
4. Bernardo Houssay, Fisiologia ou Medicina, 1947
5. Carlos Saavedra Lamas, Paz, 1936

## Austrália
1. Brian Schmidt, nasc. Estados Unidos, Física, 2011
2. Elizabeth H. Blackburn*, Fisiologia ou Medicina, 2009
3. Barry Marshall, Fisiologia ou Medicina, 2005
4. J. Robin Warren, Fisiologia ou Medicina, 2005
5. Peter C. Doherty, Fisiologia ou Medicina, 1996
6. John Harsanyi, Ciências Económicas, 1994
7. John Warcup Cornforth*, Química, 1975
8. Patrick White, nasc. Reino Unido, Literatura, 1973
9. Aleksandr M. Prokhorov*, Física, 1964
10. John Carew Eccles, Fisiologia ou Medicina, 1963
11. Sir Frank Macfarlane Burnet, Fisiologia ou Medicina, 1960
12. Sir Howard Florey, Fisiologia ou Medicina, 1945
13. William Lawrence Bragg*, Física, 1915

## Áustria
1. Anton Zeilinger, Física, 2022
2. Martin Karplus*, Química, 2013
3. Elfriede Jelinek, Literatura, 2004
4. Eric R. Kandel*, Fisiologia ou Medicina, 2000
5. Walter Kohn*, Química, 1998
6. Friedrich Hayek, Ciências Económicas, 1974
7. Konrad Lorenz, Fisiologia ou Medicina, 1973
8. Karl von Frisch*, Fisiologia ou Medicina, 1973
9. Max F. Perutz, Química, 1962
10. Wolfgang Pauli, Física, 1945
11. Richard Kuhn*, Química, 1938
12. Otto Loewi*, Fisiologia ou Medicina, 1936
13. Victor Francis Hess, Física, 1936
14. Erwin Schrödinger, Física, 1933
15. Karl Landsteiner, Fisiologia ou Medicina, 1930
16. Julius Wagner-Jauregg, Fisiologia ou Medicina, 1927
17. Friderik Pregl, nasc. na então Áustria-Hungria, hoje Eslovénia, Química, 1923
18. Alfred Hermann Fried, Paz, 1911
19. Robert Bárány, Fisiologia ou Medicina, 1914
20. Bertha von Suttner, nasc. na então Áustria-Hungria, hoje República Checa, Paz, 1905

## Azerbaijão
1. Lev Landau, nasc. no então Império Russo, laureado como cidadão da União Soviética, Física, 1962

## Bangladesh
1. Muhammad Yunus, Paz, 2006
2. Grameen Bank, Paz, 2006

## Bélgica
1. François Englert, Física, 2013
2. Ilya Prigogine, nasc. na Rússia, Química, 1977
3. Christian de Duve, nasc. no Reino Unido, Fisiologia ou Medicina, 1974
4. Albert Claude, Fisiologia ou Medicina, 1974
5. Georges Pire, Paz, 1958
6. Corneille Heymans, Fisiologia ou Medicina, 1938
7. Jules Bordet, Fisiologia ou Medicina, 1919
8. Henri La Fontaine, Paz, 1913
9. Maurice Maeterlinck, Literatura, 1911
10. Auguste Beernaert, Paz, 1909
11. Instituto de Direito Internacional, Paz, 1904

## Bielorrússia
1. Ales Bialiatski, nasc. Rússia, Paz, 2022
2. Svetlana Alexijevich, Literatura, 2015
3. Zhores Ivanovich Alferov*, nasc. na então União Soviética, hoje Bielorrússia, Física, 2000
4. Shimon Peres*, nasc. na então Polónia, hoje Bielorrússia, Paz, 1994
5. Menachem Begin*, nasc. no então Império Russo, hoje Bielorrússia, Paz, 1978
6. Simon Kuznets*, nasc. no então Império Russo, hoje Bielorrússia, Ciências Económicas, 1971

## Birmânia (Myanmar)
1. Aung San Suu Kyi, Paz, 1991

## Bósnia e Herzegovina
1. Ivo Andrić, nasc. na então Áustria–Hungria, hoje Bósnia e Herzegovina, Literatura, 1961
2. Vladimir Prelog*, nasc. na então Áustria–Hungria, hoje Bósnia e Herzegovina, Química, 1975

## Bulgária
1. Elias Canetti*, Literatura, 1981

## Canadá
1. Geoffrey Hinton, nasc. Reino Unido, Física, 2024
2. Donna Strickland, Física, 2018
3. Arthur Bruce McDonald, Física,  2015
4. Alice Munro, Literatura, 2013
5. Ralph Steinman, Fisiologia ou Medicina, 2011
6. Willard Boyle*, Física, 2009
7. Robert Mundell, Ciências Económicas, 1999
8. Myron Scholes*, Ciências Económicas, 1997
9. William Vickrey*, Ciências Económicas, 1996
10. Pugwash Conferences on Science and World Affairs, Paz, 1995
11. Bertram Neville Brockhouse, Física, 1994
12. Michael Smith, nasc. Reino Unido, Química, 1993
13. Rudolph Arthur Marcus*, Química, 1992
14. Richard Edward Taylor, Física, 1990
15. Sidney Altman, Química, 1989
16. Henry Taube*, Química, 1983
17. David Hubel*, Fisiologia ou Medicina, 1981
18. Saul Bellow*, Literatura, 1976
19. Gerhard Herzberg, nasc. Alemanha, Química, 1971
20. Charles Huggins*, Fisiologia ou Medicina, 1966
21. Lester Bowles Pearson, Paz, 1957
22. John Charles Polanyi, nasc. Alemanha (de pais húngaros), Química, 1986
23. William Giauque*, Química, 1949
24. Frederick Banting, Fisiologia ou Medicina, 1923
25. Ernest Rutherford, nasc. Nova Zelândia, Química, 1908

## Chile
1. Pablo Neruda, Literatura, 1971
2. Gabriela Mistral, Literatura, 1945

## China
1. Tu Youyou, Fisiologia ou Medicina,  2015
2. Mo Yan, Literatura, 2012
3. Liu Xiaobo, Paz, 2010
4. Charles Kao*, Física, 2009
5. Gao Xingjian*, Literatura, 2000
6. Daniel C. Tsui*, Física, 1998
7. Tenzin Gyatso*, Paz, 1989
8. Yuan Tseh Lee, Química, 1986
9. Chen Ning Yang, Física, 1957
10. Tsung-Dao Lee, Física, 1957

## Chipre
1. Christopher Pissarides, Ciências Económicas, 2010

## Colômbia
1. Juan Manuel Santos, Paz, 2016
2. Gabriel García Márquez, Literatura, 1982

## Coreia do Sul
1. Han Kang, Literatura, 2024
2. Kim Dae-jung, Paz, 2000

## Costa Rica
1. Óscar Arias Sánchez, Paz, 1987

## Croácia
1. Leopold Ružička*, nasc. Império Austro-Húngaro, hoje Croácia, Química, 1939
2. Vladimir Prelog*, nasc. Sarajevo, Bósnia e Herzegovina, Química, 1975

## Dinamarca
1. Morten Meldal, Química, 2022
2. Dale Mortensen, nasc. Estados Unidos, Ciências Económicas, 2010
3. Jens Christian Skou, Química, 1997
4. Niels Kaj Jerne, Fisiologia ou Medicina, 1984
5. Aage Bohr, Física, 1975
6. Ben Roy Mottelson, Física, 1975
7. Johannes Vilhelm Jensen, Literatura, 1944
8. Henrik Dam, Fisiologia ou Medicina, 1943
9. Johannes Andreas Grib Fibiger, Fisiologia ou Medicina, 1926
10. Niels Bohr, Física, 1922
11. August Krogh, Fisiologia ou Medicina, 1920
12. Karl Adolph Gjellerup, Literatura, 1917
13. Henrik Pontoppidan, Literatura, 1917
14. Fredrik Bajer, Paz, 1908
15. Niels Ryberg Finsen, 'nasc. Ilhas Faroé, Fisiologia ou Medicina, 1903

## Egito
1. Mohamed El Baradei, Paz, 2005
2. Ahmed Zewail, Química, 1999
3. Naguib Mahfouz, Literatura, 1988
4. Anwar El Sadat, Paz, 1978

## Eslovénia
1. Friderik Pregl*, nasc. na então Áustria-Hungria, Química, 1923

## Espanha
1. Camilo José Cela, Literatura, 1989
2. Vicente Aleixandre, Literatura, 1977
3. Severo Ochoa*, Fisiologia ou Medicina, 1959
4. Juan Ramón Jiménez, Literatura, 1956
5. Jacinto Benavente, Literatura, 1922
6. Santiago Ramón y Cajal, Fisiologia ou Medicina, 1906
7. José Echegaray, Literatura, 1904

## Estados Unidos
1. David Baker, Química, 2024
2. John J. Hopfield, Física, 2024
3. Daron Acemoglu, nasc. Turquia, Ciências Económicas, 2024
4. James A. Robinson, nasc. Reino Unido, Ciências Económicas, 2024
5. Simon Johnson, nasc. Reino Unido, Ciências Económicas, 2024
6. Gary Ruvkun, Fisiologia ou Medicina, 2024
7. Victor Ambros, Fisiologia ou Medicina, 2024
8. Claudia Goldin, Ciências Económicas, 2023
9. Drew Weissman, Fisiologia ou Medicina, 2023
10. Katalin Karikó, nasc. Hungria, Fisiologia ou Medicina, 2023
11. Aleksey Yekimov, nasc. na então URSS, hoje São Petersburgo, Química, 2023
12. Louis E. Brus, Química, 2023
13. Moungi G. Bawendi, nasc. França, Química, 2023
14. Pierre Agostini, nasc. no então Protetorado Francês da Tunísia, hoje Tunísia, Física, 2023
15. Carolyn R. Bertozzi, Química, 2022
16. K. Berry Sharpless, Química, 2022
17. John F. Clauser, Física, 2022
18. Ben S. Bernanke, Ciências Económicas, 2022
19. Douglas W. Diamond, Ciências Económicas, 2022
20. Philip H. Dybvig, Ciências Económicas, 2022
21. David Card, nasc. Canadá, Ciências Económicas, 2021
22. Guido W. Imbens, nasc. Países Baixos, Ciências Económicas, 2021
23. Joshua D. Angrist, Ciências Económicas, 2021
24. Ardem Patapoutian, nasc. Líbano, Fisiologia ou Medicina, 2021
25. David Julius, Fisiologia ou Medicina, 2021
26. David W.C. MacMillan, nasc. Reino Unido, Química, 2021
27. Syukuro Manabe, nasc. Japão, Física, 2021
28. Paul Milgrom, Ciências Económicas, 2020
29. Robert B. Wilson, Ciências Económicas, 2020
30. Louise Glück, Literatura, 2020
31. Jennifer Doudna, Química, 2020
32. Andrea Ghez, Física, 2020
33. Charles M. Rice, Fisiologia ou Medicina, 2020
34. Harvey J. Alter, Fisiologia ou Medicina, 2020
35. John Bannister Goodenough, Química, 2019
36. James Peebles, nasc. Canadá, Física, 2019
37. Gregg L. Semenza, Fisiologia ou Medicina, 2019
38. William Kaelin Jr.,  Fisiologia ou Medicina, 2019
39. William Nordhaus, Ciências Económicas, 2018
40. Paul Romer, Ciências Económicas, 2018
41. George P. Smith, Química, 2018
42. Frances Arnold, Química, 2018
43. Arthur Ashkin, Física, 2018
44. James Patrick Allison, Fisiologia ou Medicina, 2018
45. Richard H. Thaler, Ciências Económicas, 2017
46. Joachim Frank, nasc. Alemanha, Quimica, 2017
47. Rainer Weiss, nasc. Alemanha, Física, 2017
48. Kip Thorne, Física, 2017
49. Barry Barish, Física, 2017
50. Michael W. Young, Fisiologia ou Medicina, 2017
51. Michael Rosbash, Fisiologia ou Medicina, 2017
52. Jeffrey C. Hall, Fisiologia ou Medicina, 2017
53. Bob Dylan, Literatura, 2016
54. Oliver Hart, nasc. Reino Unido, Ciências Económicas, 2016
55. Fraser Stoddart, nasc. Reino Unido, Quimica, 2016
56. F. Duncan M. Haldane,nasc. Reino Unido, Física, 2016
57. John M. Kosterlitz, nasc. Reino Unido, Física, 2016
58. Angus Deaton, nasc. Reino Unido, Ciências Económicas, 2015
59. Paul Modrich, Química, 2015
60. Aziz Sancar, nasc. Turquia, Química, 2015
61. William Cecil Campbell, nasc. Irlanda, Fisiologia ou Medicina, 2015
62. William E. Moerner, Química, 2014
63. Eric Betzig, Química, 2014
64. Shuji Nakamura, nasc. Japão, Física, 2014
65. John O'Keefe*, Fisiologia ou Medicina, 2014
66. Robert J. Shiller, Ciências Económicas, 2013
67. Lars Peter Hansen, Ciências Económicas, 2013
68. Eugene F. Fama, Ciências Económicas, 2013
69. Arieh Warshel, nasc. Israel, Química, 2013
70. Michael Levitt, nasc. África do Sul, Química, 2013
71. Martin Karplus, nasc. Áustria, Química, 2013
72. Randy Schekman, Fisiologia ou Medicina, 2013
73. Thomas C. Südhof, nasc. Alemanha, Fisiologia ou Medicina, 2013
74. James Rothman, Fisiologia ou Medicina, 2013
75. Alvin Roth, Ciências Económicas, 2012
76. Lloyd Shapley, Ciências Económicas, 2012
77. Brian K. Kobilka, Química, 2012
78. Robert Lefkowitz, Química, 2012
79. David J. Wineland, Física, 2012
80. Christopher A. Sims, Ciências Económicas, 2011
81. Thomas Sargent, Ciências Económicas, 2011
82. Saul Perlmutter, Física, 2011
83. Brian Schmidt, Física, 2012
84. Adam Riess, Física, 2011
85. Ralph Steinman, nasc. Canadá, Fisiologia ou Medicina, 2011
86. Bruce Beutler, Fisiologia ou Medicina, 2011
87. Peter Diamond, Ciências Económicas, 2010
88. Dale Mortensen, Ciências Económicas, 2010
89. Richard F. Heck, Química, 2010
90. Ei-ichi Negishi, nasc. Japão, Química, 2010
91. Elinor Ostrom, Ciências Económicas, 2009
92. Oliver Williamson, Ciências Económicas, 2009
93. Barack Obama, Paz, 2009
94. Venkatraman Ramakrishnan, nasc. Índia, Química, 2009
95. Thomas A. Steitz, Química, 2009
96. Willard Boyle, nasc. Canadá, Física, 2009
97. Charles Kao, nasc. China, Física, 2009
98. George E. Smith, Física, 2009
99. Elizabeth Blackburn, nasc. Austrália, Fisiologia ou Medicina, 2009
100. Carol W. Greider, Fisiologia ou Medicina, 2009
101. Jack W. Szostak, nasc. Reino Unido, Fisiologia ou Medicina, 2009
102. Paul Krugman, Ciências Económicas, 2008
103. Roger Yonchien Tsien, Química, 2008
104. Martin Chalfie, Química, 2008
105. Osamu Shimomura, nasc. Japão, Química, 2008
106. Yoichiro Nambu, nasc. Japão, Física, 2008
107. Leonid Hurwicz, nasc. Rússia, Ciências Económicas, 2007
108. Eric S. Maskin, Ciências Económicas, 2007
109. Roger B. Myerson, Ciências Económicas, 2007
110. Al Gore, Paz, 2007
111. Mario R. Capecchi, nasc. Itália, Fisiologia ou Medicina, 2007
112. Oliver Smithies, nasc. Reino Unido, Fisiologia ou Medicina, 2007
113. Roger D. Kornberg, Química, 2006
114. John C. Mather, Física, 2006
115. Edmund S. Phelps, Ciências Económicas, 2006
116. George F. Smoot, Física, 2006
117. Andrew Z. Fire, Fisiologia ou Medicina, 2006
118. Craig C. Mello, Fisiologia ou Medicina, 2006
119. Robert Aumann, nasc. Alemanha, Ciências Económicas, 2005
120. Robert H. Grubbs, Química, 2005
121. Richard R. Schrock, Química, 2005
122. Thomas Schelling, Ciências Económicas, 2005
123. John L. Hall, Física, 2005
124. Roy J. Glauber, Física, 2005
125. Irwin Rose, Química, 2004
126. Edward C. Prescott, Ciências Económicas, 2004
127. David J. Gross, Física, 2004
128. H. David Politzer, Física, 2004
129. Frank Wilczek, Física, 2004
130. Richard Axel, Fisiologia ou Medicina, 2004
131. Linda B. Buck, Fisiologia ou Medicina, 2004
132. Peter Agre, Química, 2003
133. Roderick MacKinnon, Química, 2003
134. Robert F. Engle, Ciências Económicas, 2003
135. Anthony J. Leggett, nasc. Reino Unido, Física, 2003
136. Paul C. Lauterbur, Fisiologia ou Medicina, 2003
137. Alexei A. Abrikosov, nasc. Rússia, Física, 2003
138. Daniel Kahneman, nasc. Israel,  Ciências Económicas, 2002
139. Vernon L. Smith, Ciências Económicas, 2002
140. Jimmy Carter, Paz, 2002
141. John Bennett Fenn, Química, 2002
142. Raymond Davis Jr., Física, 2002
143. Riccardo Giacconi, nasc. Itália, Física, 2002
144. Sydney Brenner, nasc. África do Sul, Fisiologia ou Medicina, 2002
145. H. Robert Horvitz, Fisiologia ou Medicina, 2002
146. William S. Knowles, Química, 2001
147. K. Barry Sharpless, Química, 2001
148. Joseph E. Stiglitz, Ciências Económicas, 2001
149. George A. Akerlof, Ciências Económicas, 2001
150. A. Michael Spence, Ciências Económicas, 2001
151. Eric A. Cornell, Física, 2001
152. Carl E. Wieman, Física, 2001
153. Leland H. Hartwell, Fisiologia ou Medicina, 2001
154. Alan Heeger, Química, 2000
155. Alan MacDiarmid, nasc. Nova Zelândia, Química, 2000
156. James J. Heckman, Ciências Económicas, 2000
157. Daniel L. McFadden, Ciências Económicas, 2000
158. Jack Kilby, Física, 2000
159. Paul Greengard, Fisiologia ou Medicina, 2000
160. Eric R. Kandel, nasc. Áustria, Fisiologia ou Medicina, 2000
161. Ahmed H. Zewail, nasc. Egito, Química, 1999
162. Günter Blobel, nasc. na então Alemanha, hoje Polónia, Fisiologia ou Medicina, 1999
163. Walter Kohn, nasc. na Áustria, Química, 1998
164. Robert B. Laughlin, Física, 1998
165. Daniel C. Tsui, nasc. China, Física, 1998
166. Robert F. Furchgott, Fisiologia ou Medicina, 1998
167. Louis J. Ignarro, Fisiologia ou Medicina, 1998
168. Ferid Murad, Fisiologia ou Medicina, 1998
169. Paul D. Boyer, Química, 1997
170. Robert C. Merton, Ciências Económicas, 1997
171. Myron Scholes, nasc. no Canadá, Ciências Económicas, 1997
172. Jody Williams, Paz, 1997
173. Steven Chu, Física, 1997
174. William D. Phillips, Física, 1997
175. Stanley B. Prusiner, Fisiologia ou Medicina, 1997
176. Richard E. Smalley, Química, 1996
177. Robert F. Curl Jr., Química, 1996
178. William Vickrey, nasc. Canadá, Ciências Económicas, 1996
179. David M. Lee, Física, 1996
180. Douglas D. Osheroff, Física, 1996
181. Robert C. Richardson, Física, 1996
182. Mario J. Molina, nasc. no México, Química, 1995
183. F. Sherwood Rowland, Química, 1995
184. Robert Lucas, Jr., Ciências Económicas, 1995
185. Martin L. Perl, Física, 1995
186. Frederick Reines, Física, 1995
187. Edward B. Lewis, Fisiologia ou Medicina, 1995
188. Eric F. Wieschaus, Fisiologia ou Medicina, 1995
189. George Andrew Olah, nasc. Hungria, Química, 1994
190. John Charles Harsanyi, nasc. Hungria, Ciências Económicas, 1994
191. John Forbes Nash, Ciências Económicas, 1994
192. Clifford G. Shull, Física, 1994
193. Alfred G. Gilman, Fisiologia ou Medicina, 1994
194. Martin Rodbell, Fisiologia ou Medicina, 1994
195. Kary B. Mullis, Química, 1993
196. Robert W. Fogel, Ciências Económicas, 1993
197. Douglass C. North, Ciências Económicas, 1993
198. Toni Morrison, Literatura, 1993
199. Russell A. Hulse, Física, 1993
200. Joseph H. Taylor Jr., Física, 1993
201. Phillip A. Sharp, Fisiologia ou Medicina, 1993
202. Rudolph A. Marcus, nasc. Canadá, Química, 1992
203. Gary S. Becker, Ciências Económicas, 1992
204. Edmond H. Fischer, nasc. China, Fisiologia ou Medicina, 1992
205. Edwin G. Krebs, Fisiologia ou Medicina, 1992
206. Ronald Coase,nasc. Reino Unido, Ciências Económicas, 1991
207. Elias James Corey, Química, 1990
208. Merton H. Miller, Ciências Económicas, 1990
209. William F. Sharpe, Ciências Económicas, 1990
210. Harry M. Markowitz, Ciências Económicas, 1990
211. Jerome I. Friedman, Física, 1990
212. Henry W. Kendall, Física, 1990
213. Joseph E. Murray, Fisiologia ou Medicina, 1990
214. E. Donnall Thomas, Fisiologia ou Medicina, 1990
215. Sidney Altman, nasc. Canadá, Química, 1989
216. Thomas R. Cech, Química, 1989
217. Hans G. Dehmelt, nasc. Alemanha, Física, 1989
218. Norman F. Ramsey, Física, 1989
219. J. Michael Bishop, Fisiologia ou Medicina, 1989
220. Harold E. Varmus, Fisiologia ou Medicina, 1989
221. Leon M. Lederman, Física, 1988
222. Melvin Schwartz, Física, 1988
223. Jack Steinberger, nasc. na Alemanha, Física, 1988
224. Gertrude B. Elion, Fisiologia ou Medicina, 1988
225. George H. Hitchings, Fisiologia ou Medicina, 1988
226. Charles J. Pedersen, nasc. Coreia, Química, 1987
227. Donald J. Cram, Química, 1987
228. Robert M. Solow, Ciências Económicas, 1987
229. Joseph Brodsky, nasc. Rússia, Literatura, 1987
230. Dudley R. Herschbach, Química, 1986
231. Yuan T. Lee, nasc. Taiwan, Química, 1986
232. James M. Buchanan, Ciências Económicas, 1986
233. Elie Wiesel, nasc. Roménia, Paz, 1986
234. Stanley Cohen, Fisiologia ou Medicina, 1986
235. Rita Levi-Montalcini, nasc. na Itália, Fisiologia ou Medicina, 1986
236. Jerome Karle, Química, 1985
237. Herbert A. Hauptman, Química, 1985
238. Franco Modigliani, nasc. na Itália, Ciências Económicas, 1985
239. Michael S. Brown, Fisiologia ou Medicina, 1985
240. Joseph L. Goldstein, Fisiologia ou Medicina, 1985
241. Bruce Merrifield, Química, 1984
242. Henry Taube, nasc. no Canadá, Química, 1983
243. Gérard Debreu, nasc. em França, Ciências Económicas, 1983
244. William A. Fowler, Física, 1983
245. Subrahmanyan Chandrasekhar, nasc. na então Índia Britânica, hoje Paquistão, Física, 1983
246. Barbara McClintock, Fisiologia ou Medicina, 1983
247. George J. Stigler, Ciências Económicas, 1982
248. Kenneth G. Wilson, Física, 1982
249. Roald Hoffmann, nasc. na então Polónia, hoje Ucrânia, Química, 1981
250. James Tobin, Ciências Económicas, 1981
251. Nicolaas Bloembergen, nasc. nos Países Baixos, Física, 1981
252. Arthur L. Schawlow, Física, 1981
253. David H. Hubel, nasc. no Canadá, Fisiologia ou Medicina, 1981
254. Roger W. Sperry, Fisiologia ou Medicina, 1981
255. Walter Gilbert, Química, 1980
256. Paul Berg, Química, 1980
257. Lawrence R. Klein, Ciências Económicas, 1980
258. Czesław Miłosz, nasc. no então Império Russo, hoje Lituânia, Literatura, 1980
259. James Cronin, Física, 1980
260. Val Fitch, Física, 1980
261. Baruj Benacerraf, nasc. Venezuela, Fisiologia ou Medicina, 1980
262. George D. Snell, Fisiologia ou Medicina, 1980
263. Herbert C. Brown, Química, 1979
264. Theodore Schultz, Ciências Económicas, 1979
265. Steven Weinberg, Física, 1979
266. Sheldon Glashow, Física, 1979
267. Allan M. Cormack, nasc. África do Sul, Fisiologia ou Medicina, 1979
268. Herbert A. Simon, Ciências Económicas, 1978
269. Isaac Bashevis Singer, nasc. no então Império Russo, hoje Polónia, Literatura, 1978
270. Robert Woodrow Wilson, Física, 1978
271. Arno Penzias, nasc. Alemanha, Física, 1978
272. Hamilton O. Smith, Fisiologia ou Medicina, 1978
273. Daniel Nathans, Fisiologia ou Medicina, 1978
274. Philip Anderson, Física, 1977
275. John H. van Vleck, Física, 1977
276. Roger Guillemin, nasc. França, Fisiologia ou Medicina, 1977
277. Andrzej W. Schally, nasc. na então Polónia, hoje Lituânia, Fisiologia ou Medicina, 1977
278. Rosalyn Yalow, Fisiologia ou Medicina, 1977
279. William Lipscomb, Química, 1976
280. Milton Friedman, Ciências Económicas, 1976
281. Saul Bellow, nasc. Canadá, Literatura, 1976
282. Burton Richter, Física, 1976
283. Samuel C. C. Ting, Física, 1976
284. Baruch S. Blumberg, Fisiologia ou Medicina, 1976
285. Daniel Carleton Gajdusek, Fisiologia ou Medicina, 1976
286. Tjalling C. Koopmans, nasc. Países Baixos, Ciências Económicas, 1975
287. Ben R. Mottelson*, Física, 1975
288. James Rainwater, Física, 1975
289. David Baltimore, Fisiologia ou Medicina, 1975
290. Renato Dulbecco, nasc. Itália, Fisiologia ou Medicina, 1975
291. Howard Martin Temin, Fisiologia ou Medicina, 1975
292. Paul J. Flory, Química, 1974
293. George E. Palade, nasc. Roménia, Fisiologia ou Medicina, 1974
294. Wassily Leontief, nasc. Alemanha, Ciências Económicas, 1973
295. Henry Kissinger, nasc. Alemanha, Paz, 1973
296. Ivar Giaever, Norway, Física, 1973
297. Christian Anfinsen, Química, 1972
298. Stanford Moore, Química, 1972
299. William H. Stein, Química, 1972
300. Kenneth J. Arrow, Ciências Económicas, 1972
301. John Bardeen, Física, 1972
302. Leon N. Cooper, Física, 1972
303. Robert Schrieffer, Física, 1972
304. Gerald Edelman, Fisiologia ou Medicina, 1972
305. Simon Kuznets, nasc. na então Rússia, hoje Bielorrússia, Ciências Económicas, 1971
306. Earl W. Sutherland Jr., Fisiologia ou Medicina, 1971
307. Paul A. Samuelson, Ciências Económicas, 1970
308. Norman Borlaug, Paz, 1970
309. Julius Axelrod, Fisiologia ou Medicina, 1970
310. Murray Gell-Mann, Física, 1969
311. Max Delbrück, nasc. Alemanha, Fisiologia ou Medicina, 1969
312. Alfred Hershey, Fisiologia ou Medicina, 1969
313. Salvador Luria, nasc. Itália, Fisiologia ou Medicina, 1969
314. Lars Onsager, nasc. Norway, Química, 1968
315. Luis Alvarez, Física, 1968
316. Robert W. Holley, Fisiologia ou Medicina, 1968
317. Marshall Warren Nirenberg, Fisiologia ou Medicina, 1968
318. Hans Bethe, nasc. na então Alemanha, hoje França, Física, 1967
319. Haldan Keffer Hartline, Fisiologia ou Medicina, 1967
320. George Wald, Fisiologia ou Medicina, 1967
321. Robert S. Mulliken, Química, 1966
322. Charles B. Huggins, nasc. Canadá, Fisiologia ou Medicina, 1966
323. Francis Peyton Rous, Fisiologia ou Medicina, 1966
324. Robert B. Woodward, Química, 1965
325. Richard P. Feynman, Física, 1965
326. Julian Schwinger, Física, 1965
327. Martin Luther King, Jr., Paz, 1964
328. Charles H. Townes, Física, 1964
329. Konrad Bloch, nasc. na então Alemanha, hoje Polónia, Fisiologia ou Medicina, 1964
330. Maria Goeppert-Mayer, nasc. na então Alemanha, hoje Polónia, Física, 1963
331. Eugene Wigner, nasc. Hungria, Física, 1963
332. John Steinbeck, Literatura, 1962
333. Linus C. Pauling, Paz, 1962
334. James D. Watson, Fisiologia ou Medicina, 1962
335. Melvin Calvin, Química, 1961
336. Robert Hofstadter, Física, 1961
337. Georg von Békésy, nasc. Hungria, Fisiologia ou Medicina, 1961
338. Willard F. Libby, Química, 1960
339. Donald A. Glaser, Física, 1960
340. Owen Chamberlain, Física, 1959
341. Emilio Segrè, nasc. Itália, Física, 1959
342. Arthur Kornberg, Fisiologia ou Medicina, 1959
343. Severo Ochoa, nasc. Espanha, Fisiologia ou Medicina, 1959
344. George Beadle, Fisiologia ou Medicina, 1958
345. Joshua Lederberg, Fisiologia ou Medicina, 1958
346. Edward Tatum, Fisiologia ou Medicina, 1958
347. Chen Ning Yang, nasc. China, Física, 1957
348. Tsung-Dao Lee, nasc. China, Física, 1957
349. William B. Shockley, Física, 1956
350. John Bardeen, Física, 1956
351. Walter H. Brattain, Física, 1956
352. Dickinson W. Richards, Fisiologia ou Medicina, 1956
353. André F. Cournand, França, Fisiologia ou Medicina, 1956
354. Vincent du Vigneaud, Química, 1955
355. Willis E. Lamb, Física, 1955
356. Polykarp Kusch, nasc. Alemanha, Física, 1955
357. Linus C. Pauling, Química, 1954
358. Ernest Hemingway, Literatura, 1954
359. John F. Enders, Fisiologia ou Medicina, 1954
360. Frederick C. Robbins, Fisiologia ou Medicina, 1954
361. Thomas H. Weller, Fisiologia ou Medicina, 1954
362. George C. Marshall, Paz, 1953
363. Fritz Lipmann, nasc. na então Alemanha, hoje Rússia, Fisiologia ou Medicina, 1953
364. E. M. Purcell, Física, 1952
365. Felix Bloch, nasc. Suíça, Física, 1952
366. Selman A. Waksman, nasc. no então Império Russo, hoje Ucrânia, Fisiologia ou Medicina, 1952
367. Edwin M. McMillan, Química, 1951
368. Glenn Theodore Seaborg, Química, 1951
369. Ralph Johnson Bunche, Paz, 1950
370. Philip S. Hench, Fisiologia ou Medicina, 1950
371. Edward C. Kendall, Fisiologia ou Medicina, 1950
372. William Giauque, nasc. Canadá, Química, 1949
373. William Faulkner, Literatura, 1949
374. T. S. Eliot*, Literatura, 1948
375. Comitê Americano da Sociedade dos Amigos (The Quakers), Paz, 1947
376. Carl Cori, nasc. Áustria, Fisiologia ou Medicina, 1947
377. Gerty Cori, nasc. Áustria, Fisiologia ou Medicina, 1947
378. Wendell M. Stanley, Química, 1946
379. James B. Sumner, Química, 1946
380. John H. Northrop, Química, 1946
381. Emily G. Balch, Paz, 1946
382. John Raleigh Mott, Paz, 1946
383. Percy W. Bridgman, Física, 1946
384. Hermann J. Muller, Fisiologia ou Medicina, 1946
385. Cordell Hull, Paz, 1945
386. Isidor Isaac Rabi, nasc. Áustria, Física, 1944
387. Joseph Erlanger, Fisiologia ou Medicina, 1944
388. Herbert S. Gasser, Fisiologia ou Medicina, 1944
389. Otto Stern, nasc. na então Alemanha, hoje Polónia, Física, 1943
390. Edward A. Doisy, Fisiologia ou Medicina, 1943
391. Ernest Lawrence, Física, 1939
392. Pearl S. Buck, Literatura, 1938
393. Clinton Davisson, Física, 1937
394. Eugene O'Neill, Literatura, 1936
395. Carl Anderson, Física, 1936
396. Harold C. Urey, Química, 1934
397. George R. Minot, Fisiologia ou Medicina, 1934
398. William P. Murphy, Fisiologia ou Medicina, 1934
399. George H. Whipple, Fisiologia ou Medicina, 1934
400. Thomas H. Morgan, Fisiologia ou Medicina, 1933
401. Irving Langmuir, Química, 1932
402. Jane Addams, Paz, 1931
403. Nicholas Murray Butler, Paz, 1931
404. Sinclair Lewis, Literatura, 1930
405. Frank B. Kellogg, Paz, 1929
406. Arthur H. Compton, Física, 1927
407. Charles G. Dawes, Paz, 1925
408. Robert A. Millikan, Física, 1923
409. Woodrow Wilson, Paz, 1919
410. Theodore W. Richards, Química, 1914
411. Elihu Root, Paz, 1912
412. Albert A. Michelson, nasc. na então Alemanha, hoje Polónia, Física, 1907
413. Theodore Roosevelt, Paz, 1906

## Ilhas Faroé
1. Niels Ryberg Finsen*, Fisiologia ou Medicina, 1903

## Filipinas
1. Maria Ressa, Paz, 2021

## Finlândia
1. Bengt Holmström, Ciências Económicas, 2016
2. Martti Ahtisaari, Paz, 2008
3. Ragnar Granit, nasc. Grão-Ducado da Finlândia, parte do Império Russo em 1809–1917, Fisiologia ou Medicina, 1967
4. Artturi Ilmari Virtanen, nasc. Grão-Ducado da Finlândia, parte do Império Russo em 1809–1917, Química, 1945
5. Frans Eemil Sillanpää, nasc. Grão-Ducado da Finlândia, parte do Império Russo em 1809–1917, Literatura, 1939

## França
1. Alain Aspect, Física, 2022
2. Annie Ernaux, Literatura, 2022
3. Emmanuelle Charpentier, Química, 2020
4. Esther Duflo, Economia, 2019
5. Gérard Mourou, Física, 2018
6. Jean-Pierre Sauvage, Química, 2016
7. Jean Tirole, Ciências Económicas, 2014
8. Patrick Modiano, Literatura, 2014
9. Serge Haroche, nasc. Protetorado Francês de Marrocos, Física, 2012
10. Jules A. Hoffmann, nasc. Luxemburgo, Fisiologia ou Medicina, 2011
11. J. M. G. Le Clézio, Literatura, 2008
12. Luc Montagnier, Fisiologia ou Medicina, 2008
13. Françoise Barré-Sinoussi, Fisiologia ou Medicina, 2008
14. Albert Fert, Física, 2007
15. Yves Chauvin, Química, 2005
16. Gao Xingjian, nasc. China, Literatura, 2000
17. Médecins Sans Frontières, Paz, 1999
18. Claude Cohen-Tannoudji, nasc. Argélia Francesa, Física, 1997
19. Georges Charpak, Física, 1992
20. Pierre-Gilles de Gennes, Física, 1991
21. Maurice Allais, Ciências Económicas, 1988
22. Jean-Marie Lehn, Química, 1987
23. Claude Simon, Literatura, 1985
24. Gérard Debreu, Ciências Económicas, 1983
25. Jean Dausset, Fisiologia ou Medicina, 1980
26. Roger Guillemin*, Fisiologia ou Medicina, 1977
27. Seán MacBride*, Paz, 1974
28. Louis Néel, Física, 1970
29. Luis Federico Leloir*, Química, 1970
30. René Cassin, Paz, 1968
31. Alfred Kastler, Física, 1966
32. François Jacob, Fisiologia ou Medicina, 1965
33. Jacques Monod, Fisiologia ou Medicina, 1965
34. André Lwoff, Fisiologia ou Medicina, 1965
35. Jean-Paul Sartre, Literatura, 1964  (recusou)
36. Saint-John Perse, Literatura, 1960
37. Albert Camus, nasc. French Algeria, Literatura, 1957
38. André Frédéric Cournand, Fisiologia ou Medicina, 1956
39. François Mauriac, Literatura, 1952
40. Albert Schweitzer, nasc. Alsácia, então Alemanha, Paz, 1952
41. Léon Jouhaux, Paz, 1951
42. André Gide, Literatura, 1947
43. Roger Martin du Gard, Literatura, 1937
44. Frédéric Joliot, Química, 1935
45. Irène Joliot-Curie, Química, 1935
46. Ivan Bunin, nasc. Rússia, Literatura, 1933
47. Louis de Broglie, Física, 1929
48. Charles Nicolle, Fisiologia ou Medicina, 1928
49. Henri Bergson, Literatura, 1927
50. Ferdinand Buisson, Paz, 1927
51. Aristide Briand, Paz, 1926
52. Jean-Baptiste Perrin, Física, 1926
53. Anatole France, Literatura, 1921
54. Léon Bourgeois, Paz, 1920
55. Romain Rolland, Literatura, 1915
56. Alfred Werner*, Química, 1913
57. Charles Richet, Fisiologia ou Medicina, 1913
58. Alexis Carrel, Fisiologia ou Medicina, 1912
59. Paul Sabatier, Química, 1912
60. Victor Grignard, Química, 1912
61. Marie Curie, nasc. no então Império Russo, hoje Polónia, Química, 1911
62. Paul-Henri-Benjamin d'Estournelles de Constant, Paz, 1909
63. Gabriel Lippmann, nasc. Luxemburgo, Física, 1908
64. Alphonse Laveran, Fisiologia ou Medicina, 1907
65. Louis Renault, Paz, 1907
66. Henri Moissan, Química, 1906
67. Frédéric Mistral, Literatura, 1904
68. Antoine Henri Becquerel, Física, 1903
69. Pierre Curie, Física, 1903
70. Marie Curie, nasc. no então Império Russo, hoje Polónia, Física, 1903
71. Henry Dunant, Paz, 1901
72. Frédéric Passy, Paz, 1901
73. Sully Prudhomme, Literatura, 1901

## Gana
1. Kofi Annan, Paz, 2001

## Grécia
1. Odysseas Elytis, Literatura, 1979
2. Giorgos Seferis, Literatura, 1963

## Guatemala
1. Rigoberta Menchú, Paz, 1992
2. Miguel Ángel Asturias, Literatura, 1967

## Hong Kong
1. Charles K. Kao, Física, 2009

## Hungria
1. Avram Hershko* (Herskó Ferenc), Química, 2004
2. Imre Kertész, Literatura, 2002
3. George Andrew Olah* (György Oláh), Química, 1994
4. John Harsanyi*, (Harsányi János), Ciências Económicas, 1994
5. Dennis Gabor* (Dénes Gábor), Física, 1971
6. Eugene Wigner* (Jenő Wigner), Física, 1963
7. Georg von Békésy* (György Békésy), Fisiologia ou Medicina, 1961
8. George de Hevesy (György Hevesy), Química, 1943
9. Albert Szent-Györgyi, Fisiologia ou Medicina, 1937
10. Richard Adolf Zsigmondy*, nasc. na então Áustria-Hungria, Química, 1925
11. Philipp Lenard (Fülöp Lénárd)*, nasc. na então Áustria-Hungria, Física, 1905
12. Robert Bárány*, nasc. na então Áustria-Hungria, Fisiologia ou Medicina, 1914

## Iémen
1. Tawakel Karman, Paz, 2011

## Índia
1. Kailash Satyarthi, Paz, 2014
2. Venkatraman Ramakrishnan*, Química, 2009
3. Rajendra K. Pachauri*, como "chair" do Intergovernmental Panel on Climate Change (IPCC), Paz, 2007
4. Amartya Sen, Economic Sciences, 1998
5. Subrahmanyan Chandrasekhar*, Física, 1983
6. Madre Teresa de Calcutá, nasc. Império Otomano, hoje República da Macedónia, Paz, 1979
7. Har Gobind Khorana*, Fisiologia ou Medicina, 1968
8. C. V. Raman, Física, 1930
9. Rabindranath Tagore, Literatura, 1913

## Irã
1. Narges Mohammadi, Paz, 2023
2. Shirin Ebadi, Paz, 2003

## Iraque
1. Nadia Murad, Paz, 2018

## República da Irlanda
1. William Cecil Campbell, Fisiologia ou Medicina, 2015
2. John Hume*, Paz, 1998
3. Séamus Heaney*, Literatura, 1995
4. Seán MacBride, Paz, 1974
5. Samuel Beckett, Literatura, 1969
6. Ernest Walton, Física, 1951
7. George Bernard Shaw*, Literatura, 1925
8. William Butler Yeats, Literatura, 1923

## Islândia
1. Halldór Laxness, Literatura, 1955

## Israel
1. Arieh Warshel, Química, 2013
2. Michael Levitt*, n. África do Sul, Química, 2013
3. Dan Shechtman, Química, 2011
4. Ada E. Yonath, Química, 2009
5. Robert Aumann,  Ciências Económicas, 2005
6. Aaron Ciechanover, Química, 2004
7. Avram Hershko,  Química, 2004
8. Daniel Kahneman, Ciências Económicas, 2002
9. Yitzhak Rabin, Paz, 1994
10. Shimon Peres,  Paz, 1994
11. Menachem Begin,  Paz, 1978
12. Shmuel Yosef Agnon,  Literatura, 1966

## Itália
1. Giorgio Parisi, Física, 2021
2. Mario Capecchi*, Fisiologia ou Medicina, 2007
3. Riccardo Giacconi*, Física, 2002
4. Dario Fo, Literatura, 1997
5. Rita Levi-Montalcini, Fisiologia ou Medicina, 1986
6. Franco Modigliani, Ciências Económicas, 1985
7. Carlo Rubbia, Física, 1984
8. Renato Dulbecco*, Fisiologia ou Medicina, 1975
9. Eugenio Montale, Literatura, 1975
10. Salvador Luria*, Fisiologia ou Medicina, 1969
11. Giulio Natta, Química, 1963
12. Salvatore Quasimodo, Literatura, 1959
13. Emilio G. Segrè, Física, 1959
14. Daniel Bovet, nasc. Suíça, Fisiologia ou Medicina, 1957
15. Enrico Fermi, Física, 1938
16. Luigi Pirandello, Literatura, 1934
17. Grazia Deledda, Literatura, 1926
18. Guglielmo Marconi, Física, 1909
19. Ernesto Teodoro Moneta, Paz, 1907
20. Giosuè Carducci, Literatura, 1906
21. Camillo Golgi, Fisiologia ou Medicina, 1906

## Japão
1. Svante Pääbo, nasc. Suécia, Fisiologia ou Medicina, 2022
2. Tasuku Honjo, Fisiologia ou Medicina, 2018
3. Kazuo Ishiguro*, Literatura, 2017
4. Yoshinori Ohsumi, Fisiologia ou Medicina, 2016
5. Takaaki Kajita, Física,  2015
6. Satoshi Ōmura, Fisiologia ou Medicina, 2015
7. Hiroshi Amano, Física, 2014
8. Isamu Akasaki, Física, 2014
9. Shuji Nakamura, Física, 2014
10. Shinya Yamanaka, Fisiologia ou Medicina, 2012
11. Ei-ichi Negishi*, Química, 2010
12. Akira Suzuki, Química, 2010
13. Osamu Shimomura*, Química, 2008
14. Makoto Kobayashi, Física, 2008
15. Toshihide Maskawa, Física, 2008
16. Yoichiro Nambu*, Física, 2008
17. Masatoshi Koshiba, Física, 2002
18. Koichi Tanaka, Química, 2002
19. Ryōji Noyori, Química, 2001
20. Hideki Shirakawa, Química, 2000
21. Kenzaburō Ōe, Literatura, 1994
22. Susumu Tonegawa, Fisiologia ou Medicina, 1987
23. Charles J. Pedersen*, Química, 1987
24. Kenichi Fukui, Química, 1981
25. Eisaku Satō, Paz, 1974
26. Leo Esaki, Física, 1973
27. Yasunari Kawabata, Literatura, 1968
28. Sin-Itiro Tomonaga, Física, 1965
29. Hideki Yukawa, Física, 1949

## Letónia
1. Wilhelm Ostwald*, nasc. no então Império Russo, Química, 1909

## Libéria
1. Ellen Johnson Sirleaf, Paz, 2011
2. Leymah Gbowee, Paz, 2011

## Lituânia
1. Aaron Klug*, Química, 1982
2. Czesław Miłosz*, nasc. no então Império Russo, hoje Lituânia, Literatura, 1980

## Luxemburgo
1. Jules A. Hoffmann*, Fisiologia ou Medicina, 2011
2. Gabriel Lippmann*, Física, 1908

## México
1. Mario J. Molina*, Química, 1995
2. Octavio Paz, Literatura, 1990
3. Alfonso García Robles, Paz, 1982

## Nigéria
1. Wole Soyinka, Literatura, 1986

## Noruega
1. Jon Fosse, Literatura, 2023
2. May-Britt Moser, Fisiologia ou Medicina, 2014
3. Edvard Moser, Fisiologia ou Medicina, 2014
4. Finn E. Kydland, Ciências Económicas, 2004
5. Trygve Haavelmo, Ciências Económicas, 1989
6. Charles J. Pedersen, nasc. na então Japan, hoje South Coreia, Química, 1987
7. Ivar Giaever, Física, 1973
8. Ragnar Anton Kittil Frisch, Ciências Económicas, 1969
9. Odd Hassel, Química, 1969
10. Lars Onsager, Química, 1968
11. Sigrid Undset, Literatura, 1928
12. Fridtjof Nansen, Paz, 1922
13. Christian Lous Lange, Paz, 1921
14. Knut Hamsun, Literatura, 1920
15. Bjørnstjerne Bjørnson, Literatura, 1903

## Nova Zelândia
1. Alan MacDiarmid*, Química, 2000
2. Maurice Wilkins*, Fisiologia ou Medicina, 1962
3. Ernest Rutherford*, Química, 1908

## Países Baixos
1. Ben Feringa, Quimica, 2016
2. Andre Geim, nasc. Rússia, Física, 2010
3. Martinus J. G. Veltman, Física, 1999
4. Gerardus 't Hooft, Física, 1999
5. Paul J. Crutzen, Química, 1995
6. Simon van der Meer, Física, 1984
7. Nicolaas Bloembergen*, Física, 1981
8. Tjalling Koopmans, Ciências Económicas, 1975
9. Nikolaas Tinbergen*, Fisiologia ou Medicina, 1973
10. Jan Tinbergen, Ciências Económicas, 1969
11. Frits Zernike, Física, 1953
12. Peter Debye, Química, 1936
13. Christiaan Eijkman, Fisiologia ou Medicina, 1929
14. Willem Einthoven, Fisiologia ou Medicina, 1924
15. Heike Kamerlingh Onnes, Física, 1913
16. Tobias Asser, Paz, 1911
17. Johannes Diderik van der Waals, Física, 1910
18. Pieter Zeeman, Física, 1902
19. Hendrik Lorentz, Física, 1902
20. Jacobus Henricus van 't Hoff, Química, 1901

## Palestina
1. Yasser Arafat, nasc. Cairo, Egito, Paz, 1994

## Paquistão
1. Malala Yousafzai, Paz, 2014
2. Abdus Salam*, Física, 1979

## Peru
1. Mario Vargas Llosa*, Literatura, 2010

## Polônia
1. Olga Tokarczuk, Literatura, 2018
2. Leonid Hurwicz, nasc. na então República Russa, Ciências Económicas, 2007
3. Wisława Szymborska, Literatura, 1996
4. Joseph Rotblat*, nasc. no então Império Russo, Paz, 1995
5. Shimon Peres*, nasc. Szymon Perski em Wiszniew, Polónia (hoje Vishnyeva, Bielorrússia), Paz, 1994
6. Georges Charpak*, nasc. na atual Ucrânia, Física, 1992
7. Lech Wałęsa, Paz, 1983
8. Roald Hoffmann*, nasc. na atual Ucrânia, Química, 1981
9. Czesław Miłosz*, nasc. no então Império Russo, hoje Lituânia, Literatura, 1980
10. Isaac Bashevis Singer*, nasc. no então Império Russo, Literatura, 1978
11. Andrew Schally*, nasc. Wilno, Segunda República Polaca (hoje Vilnius, Lituânia), Fisiologia ou Medicina, 1976
12. Tadeus Reichstein*, nasc. no então Império Russo, Fisiologia ou Medicina, 1950
13. Władysław Reymont, nasc. no então Império Russo, Literatura, 1924
14. Marie Skłodowska-Curie, nasc. no então Império Russo, Química, 1911
15. Henryk Sienkiewicz, nasc. no então Império Russo, Literatura, 1905
16. Maria Skłodowska-Curie, nasc. no então Império Russo, Física, 1903

## Portugal
1. José de Sousa Saramago, Literatura, 1998
2. António Caetano de Abreu Freire Egas Moniz, Fisiologia ou Medicina, 1949

## Quênia
1. Wangari Maathai, Paz, 2004

## Reino Unido
1. Demis Hassabis, Química, 2024
2. John Jumper, nasc. Estados Unidos, Química, 2024
3. Abdulrazak Gurnah, nasc. no então Zanzibar, hoje Tanzânia, Literatura, 2021
4. Michael Houghton, Fisiologia ou Medicina, 2020
5. Gregory Winter, Química, 2018
6. Kazuo Ishiguro, nasc. Japão, Literatura, 2017
7. Richard Henderson, Química, 2017
8. Oliver Hart, Ciências Económicas, 2016
9. Fraser Stoddart, Química, 2016
10. David J. Thouless, Física, 2016
11. F. Duncan M. Haldane, Física, 2016
12. John M. Kosterlitz, Física, 2016
13. Angus Deaton, Ciências Económicas, 2015
14. Tomas Lindahl, nasc. Suécia, Química, 2015
15. John O'Keefe, nasc. Estados Unidos, Fisiologia ou Medicina, 2014
16. Michael Levitt, nasc. África do Sul, Química, 2013
17. Peter Higgs, Física, 2013
18. John B. Gurdon, Fisiologia ou Medicina, 2012
19. Andre Geim, nasc. na Rússia, Física, 2010
20. Konstantin Novoselov, nasc. Rússia, Física, 2010
21. Robert G. Edwards, Fisiologia ou Medicina, 2010
22. Doris Lessing, nasc. Irão, Literatura, 2007
23. Sir Martin J. Evans, Fisiologia ou Medicina, 2007
24. Oliver Smithies*, Fisiologia ou Medicina, 2007
25. Harold Pinter, Literatura, 2005
26. Clive W. J. Granger*, Ciências Económicas, 2003
27. Anthony J. Leggett*, Física, 2003
28. Peter Mansfield, Fisiologia ou Medicina, 2003
29. Sydney Brenner, nasc. na África do Sul, Fisiologia ou Medicina, 2002
30. John E. Sulston, Fisiologia ou Medicina, 2002
31. Tim Hunt, Fisiologia ou Medicina, 2001
32. Paul Nurse, Fisiologia ou Medicina, 2001
33. V.S. Naipaul, nasc. em Trinidad e Tobago, Literatura, 2001
34. David Trimble, Paz, 1998
35. John Hume, nasc. na Irlanda do Norte, mas usa passaporte irlandês, Paz, 1998
36. John Pople, Química, 1998
37. John E. Walker, Química, 1997
38. Harold Kroto, Química, 1996
39. James A. Mirrlees, Ciências Económicas, 1996
40. Joseph Rotblat, nasc. no então Império Russo, hoje Polónia, Paz, 1995
41. Seamus Heaney, nasc. na Irlanda do Norte, mas usa passaporte irlandês, Literatura, 1995
42. Richard J. Roberts, Fisiologia ou Medicina, 1993
43. Michael Smith*, Química, 1993
44. Ronald Coase,baseado nos Estados Unidos Ciências Económicas, 1991
45. James W. Black, Fisiologia ou Medicina, 1988
46. Niels Kaj Jerne*, Fisiologia ou Medicina, 1984
47. César Milstein, nasc. na Argentina, Fisiologia ou Medicina, 1984
48. Richard Stone, Ciências Económicas, 1984
49. William Golding, Literatura, 1983
50. Aaron Klug, nasc. na Lituânia, Química, 1982
51. John Robert Vane, Fisiologia ou Medicina, 1982
52. Elias Canetti, nasc. na Bulgária, Literatura, 1981
53. Frederick Sanger, Química, 1980
54. Arthur Lewis, nasc. em Santa Lúcia, Ciências Económicas, 1979
55. Godfrey Hounsfield, Fisiologia ou Medicina, 1979
56. Peter D. Mitchell, Química, 1978
57. James Meade, Ciências Económicas, 1977
58. Nevill Francis Mott, Física, 1977
59. Betty Williams, Paz, 1976
60. Mairéad Corrigan, Paz, 1976
61. John Cornforth, nasc. na Austrália, Química, 1975
62. Christian de Duve*, Fisiologia ou Medicina, 1974
63. Friedrich Hayek, nasc. na Áustria, Ciências Económicas, 1974 (prêmio que dividiu com o economista socialista Gunnar Myrdal)
64. Martin Ryle, Física, 1974
65. Antony Hewish, Física, 1974
66. Patrick White*, Literatura, 1973
67. Geoffrey Wilkinson, Química, 1973
68. Brian David Josephson, Física, 1973
69. Rodney Robert Porter, Fisiologia ou Medicina, 1972
70. John Hicks, Ciências Económicas, 1972
71. Dennis Gabor, nasc. na Hungria, Física, 1971
72. Bernard Katz, nasc. na Alemanha, Fisiologia ou Medicina, 1970
73. Derek Harold Richard Barton, Química, 1969
74. Ronald George Wreyford Norrish, Química, 1967
75. George Porter, Química, 1967
76. Dorothy Crowfoot Hodgkin, Química, 1964
77. Andrew Huxley, Fisiologia ou Medicina, 1963
78. Alan Lloyd Hodgkin, Fisiologia ou Medicina, 1963
79. John Kendrew, Química, 1962
80. Max Perutz, nasc. Áustria, Química, 1962
81. Francis Crick, Fisiologia ou Medicina, 1962
82. Maurice Wilkins, nasc. na Nova Zelândia, Fisiologia ou Medicina, 1962
83. Peter Brian Medawar², Fisiologia ou Medicina, nasc. no Brasil, porém naturalizado britânico, 1960
84. Severo Ochoa*, nasc. Espanha, Fisiologia ou Medicina, 1959
85. Philip Noel-Baker, Paz, 1959
86. Frederick Sanger, Química, 1958
87. Alexander R. Todd, Baron Todd, Química, 1957
88. Cyril Norman Hinshelwood, Química, 1956
89. Max Born, nasc. na então Alemanha, hoje Polónia, Física, 1954
90. Winston Churchill, Literatura, 1953
91. Hans Adolf Krebs, nasc. na Alemanha, Fisiologia ou Medicina, 1953
92. Archer John Porter Martin, Química, 1952
93. Richard Laurence Millington Synge, Química, 1952
94. John Cockcroft, Física, 1951
95. Bertrand Russell, Literatura, 1950
96. Cecil Frank Powell, Física, 1950
97. John Boyd Orr, Paz, 1949
98. Patrick Blackett, Baron Blackett, Física, 1948
99. T. S. Eliot, nasc. Estados Unidos, Literatura, 1948
100. Edward Victor Appleton, Física, 1947
101. Robert Robinson, Química, 1947
102. Ernst Boris Chain, nasc. na Alemanha, Fisiologia ou Medicina, 1945
103. Alexander Fleming, Fisiologia ou Medicina, 1945
104. George Paget Thomson, Física, 1937
105. Robert Cecil, Paz, 1937
106. Norman Haworth, Química, 1937
107. Henry Hallett Dale, Fisiologia ou Medicina, 1936
108. James Chadwick, Física, 1935
109. Arthur Henderson, Paz, 1934
110. Norman Angell, Paz, 1933
111. Paul Dirac, Física, 1933
112. Charles Scott Sherrington, Fisiologia ou Medicina, 1932
113. John Galsworthy, Literatura, 1932
114. Edgar Adrian, Fisiologia ou Medicina, 1932
115. Arthur Harden, Química, 1929
116. Frederick Hopkins, Fisiologia ou Medicina, 1929
117. Owen Willans Richardson, Física, 1928
118. Charles Thomson Rees Wilson, Física, 1927
119. Austen Chamberlain, Paz, 1925
120. George Bernard Shaw, nasc. Irlanda, Literatura, 1925
121. John James Rickard Macleod*, Fisiologia ou Medicina, 1923
122. Francis William Aston, Química, 1922
123. Archibald Hill, Fisiologia ou Medicina, 1922
124. Frederick Soddy, Química, 1921
125. Charles Glover Barkla, Física, 1917
126. William Henry Bragg, Física, 1915
127. William Lawrence Bragg, nasc. na Austrália, Física, 1915
128. Ernest Rutherford, nasc. na Nova Zelândia, Química, 1908
129. Rudyard Kipling, nasc. na Índia, Literatura, 1907
130. J. J. Thomson, Física, 1906
131. John William Strutt, Física, 1904
132. William Ramsay, Química, 1904
133. William Randal Cremer, Paz, 1903

## República Checa
1. Jaroslav Seifert, Literatura, 1984
2. Jaroslav Heyrovský, Química, 1959
3. Carl Ferdinand Cori*, nasc. na então Áustria-Hungria, Fisiologia ou Medicina, 1947
4. Gerty Cori*, nasc. na então Áustria-Hungria, Fisiologia ou Medicina, 1947
5. Bertha von Suttner*, nasc. na então Áustria-Hungria, Paz, 1905

## República Democrática do Congo
1. Denis Mukwege, Paz, 2018

## Roménia
1. Stefan Hell*, Química, 2014
2. Herta Müller*, Literatura, 2009
3. Elie Wiesel*, Paz, 1986
4. George E. Palade*, Fisiologia ou Medicina, 1974

## Rússia
1. Dmitry Andreyevich Muratov, nasc. na então URSS, hoje Rússia, Paz, 2021
2. Andre Geim*, Física, 2010
3. Konstantin Novoselov*, Física, 2010
4. Leonid Hurwicz*, Ciências Económicas, 2007
5. Alexei A. Abrikosov*, Física, 2003
6. Vitaly Ginzburg, Física, 2003
7. Zhores Ivanovich Alferov, nasc. na então União Soviética, hoje Bielorrússia, Física, 2000
8. Mikhail Sergeyevich Gorbachev, Paz, 1990
9. Iosif Aleksandrovich Brodsky*, Literatura, 1987
10. Pyotr Leonidovich Kapitsa, Física, 1978
11. Menachem Begin*, nasc. na atual Bielorrússia, Paz, 1978
12. Ilya Prigogine*, Química, 1977
13. Andrei Dmitrievich Sakharov, Paz, 1975
14. Leonid Vitalyevich Kantorovich, Ciências Económicas, 1975
15. Aleksandr Solzhenitsyn, Literatura, 1970
16. Michail Sholokhov, Literatura, 1965
17. Nicolay G. Basov, Física, 1964
18. Aleksandr M. Prokhorov, nasc. na Austrália, Física, 1964
19. Lev Landau, nasc. no atual Azerbaijão, Física, 1962
20. Boris Pasternak, Literatura, 1958 (obrigado a recusar)
21. Pavel Alekseyevich Cherenkov, Física, 1958
22. Igor Yevgenyevich Tamm, Física, 1958
23. Ilya Mikhailovich Frank, Física, 1958
24. Nikolay Nikolayevich Semyonov, Química, 1956
25. Ivan Bunin*, Literatura, 1933
26. Wilhelm Ostwald*, nasc. na atual Letónia, Química, 1909
27. Ilya Ilyich Mechnikov, nasc. na atual Ucrânia, Fisiologia ou Medicina, 1908
28. Ivan Petrovich Pavlov, Fisiologia ou Medicina, 1904

## Santa Lúcia
1. Derek Walcott, Literatura, 1992
2. Sir Arthur Lewis*, Ciências Económicas, 1979

## Sérvia
1. Ivo Andrić, nasc. Império Austro-Húngaro, atual Bósnia e Herzegovina, Literatura, 1961

## Suécia
1. Anne L'Huillier, nasc. França, Física, 2023
2. Tomas Lindahl, Química, 2015
3. Tomas Tranströmer, Literatura, 2011
4. Arvid Carlsson, Fisiologia ou Medicina, 2000
5. Alva Myrdal, Paz, 1982
6. Sune Bergström, Fisiologia ou Medicina, 1982
7. Bengt I. Samuelsson, Fisiologia ou Medicina, 1982
8. Kai Siegbahn, Física, 1981
9. Torsten Wiesel*, Fisiologia ou Medicina, 1981
10. Bertil Ohlin, Ciências Económicas, 1977
11. Eyvind Johnson, Literatura, 1974
12. Harry Martinson, Literatura, 1974
13. Gunnar Myrdal, Ciências Económicas, 1974 (prêmio que dividiu com Friedrich Hayek)
14. Ulf von Euler, Fisiologia ou Medicina, 1970
15. Hannes Alfvén, Física, 1970
16. Ragnar Granit, nasc. no então Império Russo, hoje Finlândia, Fisiologia ou Medicina, 1967
17. Nelly Sachs, nasc. Alemanha, Literatura, 1966
18. Dag Hammarskjöld, Paz, 1961 (atribuído a título póstumo)
19. Pär Lagerkvist, Literatura, 1951
20. Arne Tiselius, Química, 1948
21. Erik Axel Karlfeldt, Literatura, 1931
22. Nathan Söderblom, Paz, 1930
23. Hans von Euler-Chelpin, nasc. Alemanha, Química, 1929
24. Theodor Svedberg, Química, 1926
25. Karl Manne Siegbahn, Física, 1924
26. Hjalmar Branting, Paz, 1921
27. Carl Gustaf Verner von Heidenstam, Literatura, 1916
28. Gustaf Dalén, Física, 1912
29. Allvar Gullstrand, Fisiologia ou Medicina, 1911
30. Selma Lagerlöf, Literatura, 1909
31. Klas Pontus Arnoldson, Paz, 1908
32. Svante Arrhenius, Química, 1903

## Suíça
1. Didier Queloz, Física, 2019
2. Michel Mayor, Física, 2019
3. Jacques Dubochet, Química, 2017
4. Kurt Wüthrich, Química, 2002
5. Rolf M. Zinkernagel, Fisiologia ou Medicina, 1996
6. Edmond H. Fischer, nasc. China, Fisiologia ou Medicina, 1992
7. Richard R. Ernst, Química, 1991
8. Karl Alexander Müller, Física, 1987
9. Heinrich Rohrer, Física, 1986
10. Georges J. F. Köhler, nasc. Alemanha (trabalhou na Suíça de 1976 a 1984), Fisiologia ou Medicina, 1984
11. Werner Arber, Fisiologia ou Medicina, 1978
12. Vladimir Prelog, nasc. na então Áustria-Hungria, atual Bósnia e Herzegovina, Química, 1975
13. Daniel Bovet, Fisiologia ou Medicina, 1957
14. Felix Bloch, Física, 1952
15. Tadeus Reichstein, Fisiologia ou Medicina, 1950
16. Walter Rudolf Hess, Fisiologia ou Medicina, 1949
17. Paul Hermann Müller, Fisiologia ou Medicina, 1948
18. Hermann Hesse, nasc. Alemanha, Literatura, 1946
19. Leopold Ružička, nasc. na então Áustria-Hungria, atual Croácia, Química, 1939
20. Paul Karrer, Química, 1937
21. Albert Einstein, nasc. Alemanha, Física, 1921
22. Charles Édouard Guillaume, Física, 1920
23. Carl Spitteler, Literatura, 1919
24. Alfred Werner, Química, 1913
25. Theodor Kocher, Fisiologia ou Medicina, 1909
26. Élie Ducommun, Paz, 1902
27. Charles Albert Gobat, Paz, 1902
28. Henry Dunant, Paz, 1901

## Taiwan
1. Yuan Tseh Lee*, Química, 1986

## Tibete
1. 14.º Dalai Lama, Paz, 1989

## Timor-Leste
1. Carlos Filipe Ximenes Belo, Paz, 1996
2. José Ramos-Horta, Paz, 1996

## Trinidad e Tobago
1. V. S. Naipaul*, Literatura, 2001

## Tunísia
1. Quarteto para o Diálogo Nacional da Tunísia, Paz, 2015

## Turquia
1. Aziz Sancar, Química, 2015
2. Tawakkol Karman, Paz, 2011 , tornou-se cidadã turca em 2012
3. Orhan Pamuk, Literatura, 2006

## Ucrânia
1. Georges Charpak*, nasc. na então Polónia, atual Ucrânia, Física, 1992
2. Roald Hoffmann*, nasc. na então Polónia, atual Ucrânia, Química, 1981
3. Selman waksman*, nasc. no então Império Russo, atual Ucrânia, Fisiologia e Medicina, 1952
4. Shmuel Yosef Agnon*, nasc. no então Império Autro-Húngaro, atual Ucrânia, Literatura, 1966
5. Ilya Ilyich Mechnikov*, nasc. no então Império Russo, atual Ucrânia, Fisiologia ou Medicina, 1908

## Venezuela
1. Baruj Benacerraf, Fisiologia ou Medicina, 1980

## Vietname
1. Lê Ðức Thọ, nasc. na então Indochina Francesa, Paz, 1973 (recusou)